# Mạch nước lạnh

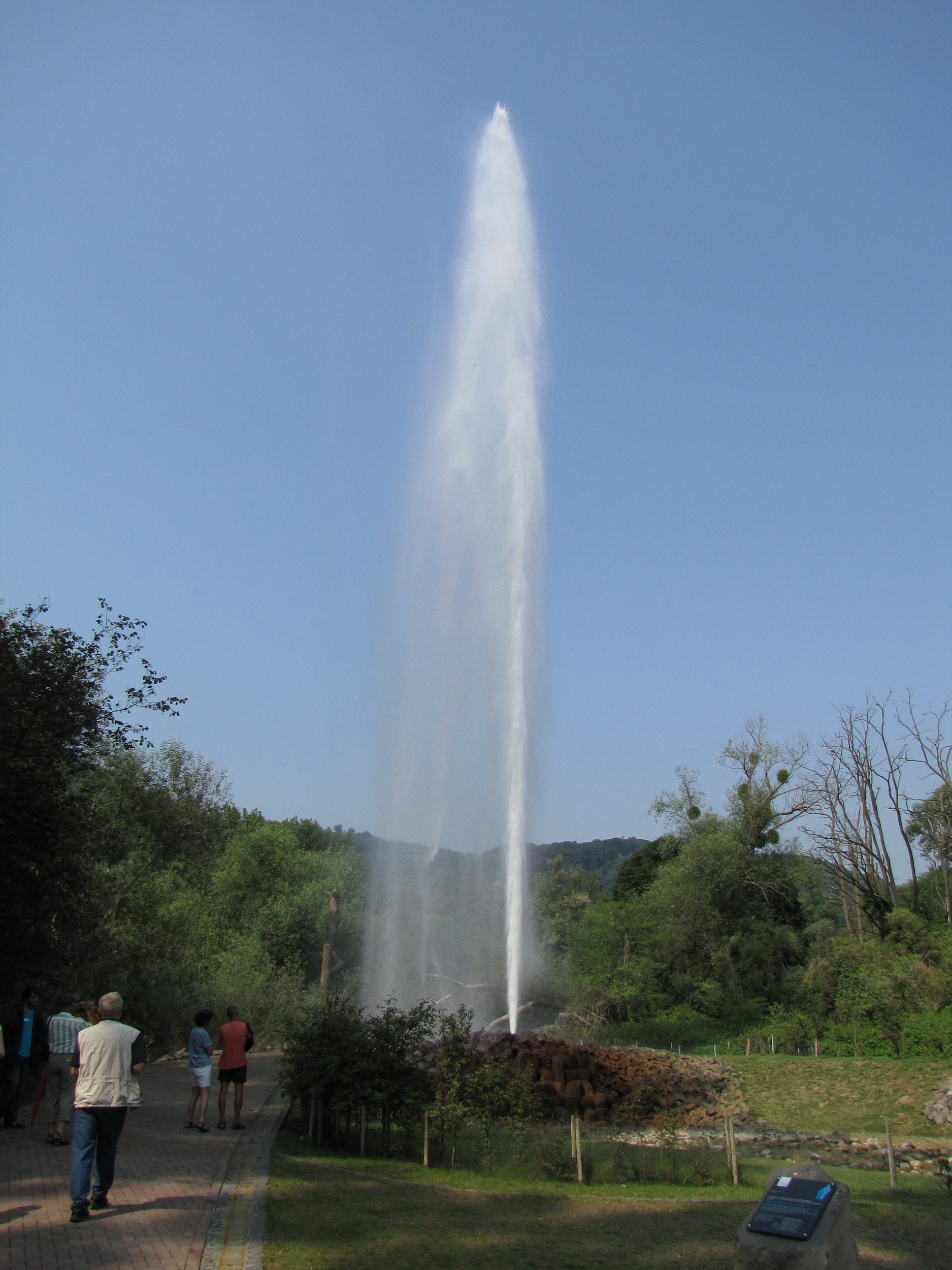
Andernach Geyser, (Đức), mạch nước lạnh cao nhất thế giới

Mạch nước lạnh cũng phun trào tương tự như mạch nước nóng, ngoại trừ bong bóng CO điều khiển vụ phun trào thay vì hơi nước từ vùng lân cận với magma. Trong mạch nước lạnh, nước CO2-laden nằm trong một tầng chứa nước, trong đó nước và CO2 bị mắc kẹt bởi tầng tầng lớp lớp ít thấm. Nước này và CO2 có thể thoát khỏi tầng này trong các khu vực yếu như đứt gãy, khớp hoặc giếng khoan. Một lỗ khoan được khoan cung cấp một lối thoát cho nước áp suất và CO2 để chạm đến bề mặt. Độ lớn và tần suất của các vụ phun trào như vậy phụ thuộc vào các yếu tố khác nhau như độ sâu ống nước, nồng độ CO2, năng suất tầng chứa nước, vv. Cột nước tác động đủ áp lực lên khí CO2 để nó vẫn còn trong nước dưới dạng bong bóng nhỏ. Khi áp suất giảm do hình thành khe nứt, bong bóng CO2 mở rộng. Sự mở rộng này thay thế nước và gây ra vụ phun trào. Mạch nước lạnh có thể trông khá giống với các yếu tố chạy bằng hơi nước của chúng; tuy nhiên, thường nước CO2-laden có nhiều màu trắng và nổi bọt. Nổi tiếng nhất trong số này có lẽ là Saratoga Springs, New York hoặc Crystal Geyser, gần Green River, Utah. Ngoài ra còn có ba mạch nước lạnh ở Đức, được đặt tên là Wallender Sinh (còn gọi là Brubbel), Wehr Geyser và Andernach Geyser (còn gọi là Namedyer Sprudel); hai ở Slovakia, một ở làng Herľany và một ở rất nhỏ ở Sivá Brada; và một ở Brazil, trong đô thị của Caxambu.